# Газопостачання

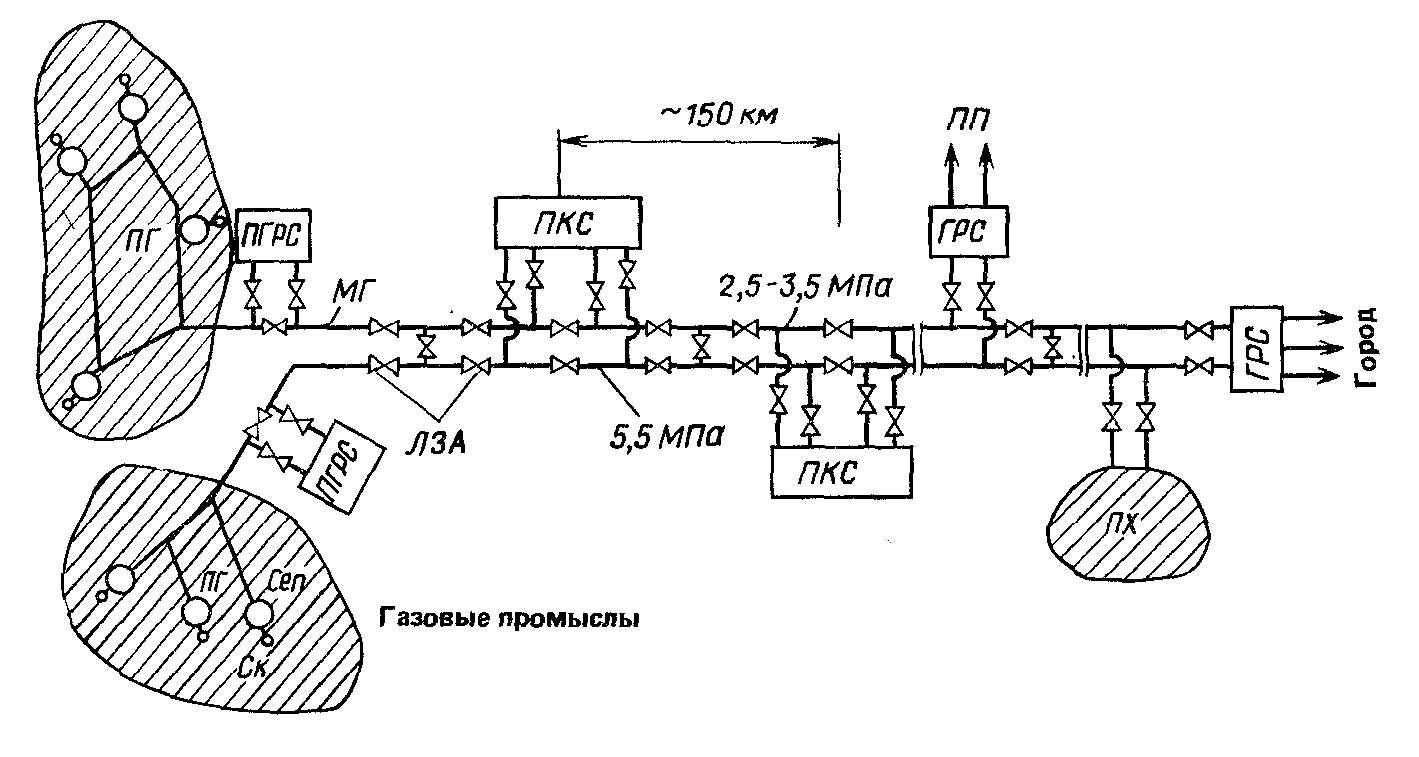
Схема газотранспортної системи: Ск — свердловини, Сеп — сепаратори, ПГ — промислові газопроводи, ПГРС — промислова газорозподільна станція, МГ — магістральний газопровід, ПКС — проміжна компресорна станція, ЛЗА — лінійна запірна арматура, ГРС — газорозподільна станція, ПСГ — підземне сховище газу

Газопостачання — послуга, яка передбачає реалізацію природного або скрапленого газу шляхом транспортування його до споживача. Одна з форм енергопостачання, що являє собою діяльність щодо забезпечення споживачів газом.

## Загальний опис
Послуги з постачання газу споживачеві здійснює газопостачальне  підприємство на підставі відповідної ліцензії. Послуги з газопостачання надаються споживачеві на підставі договору, що укладається з ним відповідно до типового договору, затвердженого у встановленому порядку. Газопостачальні підприємства, що здійснюють постачання природного газу на закріпленій території, не мають права відмовити споживачеві, об'єкти якого розташовані на цій території, в укладенні договору.
Одиницею обліку спожитого газу є 1 кубічний метр. Його витрати визначаються:
- за показниками приладів обліку газу;
- за відсутності приладів обліку газу — за нормативами споживання на 1-у людину, котрі встановлюються Кабінетом Міністрів України

## Системи газопостачання
Системи газопостачання призначені для транспортування і розподілу газу між споживачами на побутові, комунально-побутові й технологічні потреби.

## Споживання газу
Світова практика свідчить, що споживання є нерівномірним. Найбільшу проблему становить сезонна нерівномірність. Основною причиною такої нерівномірності є використання газу на опалення житлового та громадського сектору. Результати наукових досліджень показують, що найбільш ефективним та економічним способом компенсації сезонної нерівномірності газопостачання є включення до системи газопостачання великих підземних сховищ газу.
Споживання газу, яке має свою циклічність, залежить від часу доби (рис. 1), дня місяця (рис. 2), навіть місяця в році (рис. 3).

Рис. 1. Добовий графік коливання споживання газу.
Рис. 2. Місячний графік коливання споживання газу.
Рис. 3. Річний графік коливання споживання газу.